# Costa Volpino
Costa Volpino [ˈkɔsta volˈpiːno] (Cósta Ulpì [ˈkosta ulˈpi] o Còsta [ˈkɔsta] in dialetto bergamasco) è un comune italiano di 8 824 abitanti della provincia di Bergamo in Lombardia. Ha una superficie territoriale con un'altimetria che varia dai 185 m s.l.m. sulle sponde del Lago d'Iseo ai 1.723 m s.l.m. del Monte Alto.

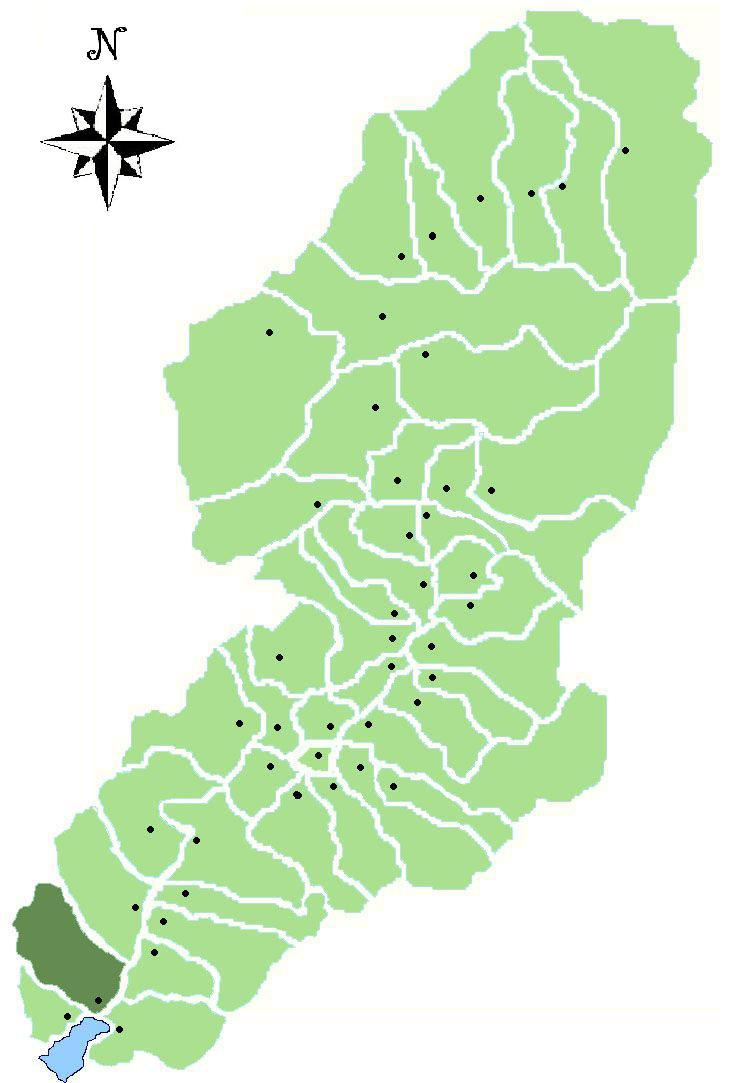
Il territorio di Costa Volpino in Val Camonica

## Geografia fisica

### Territorio
(Gregorio Brunelli, «Curiosi trattenimenti contenenti ragguagli sacri e profani dei popoli camuni», 1698)
Situato al termine della Val Camonica, dove il fiume Oglio confluisce nel Lago d'Iseo, al confine tra le province di Brescia e Bergamo, dista circa 46 chilometri a nord-est dal capoluogo orobico. Il territorio comunale si estende fino alla vetta del Monte Alto (1723 m s.l.m.).
In territorio comunale è interamente contenuto il torrente Supine, che confluisce nell'Oglio. Al confine con Lovere scorre il torrente Rescudio, mentre al confine con Rogno si trova la Val Gola con l'omonimo torrente.
Dal nome di questo luogo deriva quello della roccia qui estratta chiamata volpinite.

## Origini del nome
Il toponimo è composto dal termine Costa, che indica l'unione delle frazioni di Corti, Branico, Qualino, Flaccanico e Ceratello, le quali sorgono appunto sulla costa posta sopra Lovere, e da Volpino, la frazione omonima più a nord del paese, storico presidio militare strategico per il controllo dell'imbocco della Valcamonica, per molti secoli conteso fra Bergamo e Brescia.
Secondo il Lorenzi, invece, il nome Costa Volpino deriverebbe da castra Wulpinii, il quale potrebbe indicare un'antica zona fortificata.

## Storia

### Antichità
Il territorio comunale di Costa Volpino fu interessato da primitivi insediamenti già in periodo neolitico da parte degli antichi Camuni. A testimonianza della presenza di questa popolazione sul territorio della Costa (le frazioni più a monte) sono state ritrovate a Flaccanico delle incisioni di coppelle..
Nel III secolo a.C. il territorio fu occupato dai Galli Cenomani che abitarono alcune località, tra cui l’attuale frazione Branico, come si evince dal toponimo stesso di chiara derivazione celtica. Negli anni Venti a Volpino e nel 1972 a Qualino furono ritrovate delle sepolture attribuite al periodo tardo celtico

### Epoca Romana
Anche l’epoca romana lasciò segni della propria dominazione dopo il 16 a.C., anno in cui la Vallecamonica venne assoggettata dai generali Druso e Tiberio. In questo periodo il territorio era conosciuto anche per la presenza di attività estrattive di un particolare tipo di gesso chiamato appunto volpinite.
Alessandro Sina racconta che a Volpino, proprio nei luoghi adiacenti alla cava, nel 1927 furono ritrovate delle tombe del periodo romano. Nel 1970 sempre a Volpino, in località Aburno un abitante del luogo ritrovò una lapide del I-II secolo d.C. dedicata alla divinità romana Aburno. La lapide è attualmente conservata presso l'Accademia Tadini di Lovere.

### Dominazione Longobarda
Nel 568 d.C. il nord Italia passa sotto il dominio dei Longobardi. Fra i primi ducati longobardi c'è proprio quello di Brescia, al quale appartiene anche il territorio di Costa Volpino. A Volpino, in località Durno, si trova la Grotta dei Pagani: questa fu probabilmente usata dalle popolazioni locali per rifugiarsi durante le incursioni nemiche. La denominazione, infatti, è tipica di tutte quelle caverne che venivano usate per ripararsi, in quel periodo, durante il passaggio delle truppe longobarde.
Secondo i glottologi molti termini longobardi sono rimasti in uso nell'attuale dialetto bergamasco.

### I Franchi
Nell'VIII secolo la Vallecamonica passa sotto il dominio dei Franchi e con essa anche Costa Volpino.
Il 16 luglio 774 Carlo Magno dona tutta la valle ai monaci dell'abbazia di Marmoutier, a Tours, i quali si stabiliscono presso il monastero di S.Salvatore a Capo di Ponte. Segno della loro amministrazione rimane, secondo Martino Campagnoni, la parrocchiale di Ceratello dedicata a San Giorgio, santo molto venerato dai monaci, e la denominazione della frazione di Corti, che deriverebbe dalla suddivisione amministrativa del territorio in Cortes.

### Il Castello di Volpino
Le prime attestazioni della presenza del castello di Volpino risalgono al 1105. Il 15 febbraio di quell'anno, infatti, Oprando Brusati, che era in guerra dall'anno precedente contro altri nobili per il Feudo di Vobarno, si reca nella corte di Volpino per chiedere il sostegno di Giovanni Brusati, il feudatario a cui era stato affidato il castello dal vescovo di Brescia. Sarà proprio con l'aiuto di Volpino che l'anno dopo Oprando Brusati vincerà la guerra.
Il castello di Volpino viene menzionato nel 1116 come il più fortificato della zona e viene ricordata la presenza di una torre centrale e di un mastio. L'anonimo autore delle "Gesta di Federico Imperatore" del 1160, definisce il castello "con l'alto muro", "sicurissime mura", "rocca", "munito castello", "conquistato con dura lotta" e con "attorno il vallo".
Vicino a Volpino sorgevano anche un castello a Qualino e uno a Ceratello, sempre possedimenti del vescovo di Brescia concessi in feudo al Brusati.

#### La prima guerra per il Castello di Volpino
Fin dall'inizio del XII secolo il castello, posto in posizione strategica all'ingresso della Vallecamonica, comincia ad essere oggetto delle mire espansionistiche di Bergamo, i cui possedimenti giungevano fino a Lovere. La città infatti è ghibellina, al contrario della guelfa Brescia, motivo per cui da sempre le due erano acerrime rivali. Giovanni Brusati, impoverito dalle continue spese per gli armamenti, chiede al comune di Brescia di acquistare i suoi possedimenti presso Volpino. Al rifiuto della città, mette in vendita il castello; Bergamo non si lascia sfuggire l'occasione di acquistare senza nessun conflitto un avamposto così strategico e nel 1126 alcune famiglie bergamasche divengono proprietarie del castello. Tuttavia il vescovo di Brescia, accortosi troppo tardi della grave perdita, si appella ad una legge del 1037 che vietava la vendita di feudi senza il permesso del proprietario, chiedendo così di dichiarare nullo l'acquisto. Interpellato il pontefice Alessandro IV con la richiesta di dirimere la questione, questo sancisce nel 1154 che i possedimenti del Brusati debbano essere divisi a metà tra le due città. Tuttavia Bergamo non si lascia persuadere a cedere Volpino nemmeno quando lo stesso imperatore Federico Barbarossa ribadisce la validità della legge impugnata dal vescovo di Brescia. Dopo essersi vista respingere un ambasciatore dalla città rivale, Brescia dichiara guerra. Il 10 marzo 1156 nella Battaglia di Palosco, nota come Battaglia delle Grumore, i bresciani hanno la meglio sui bergamaschi. Il 21 marzo 1156 viene firmato un accordo di pace e Volpino, Qualino e Ceratello tornano al vescovo di Brescia.

#### La seconda guerra per il Castello di Volpino
Nel 1159 la contesa si riaccende. L'imperatore Federico Barbarossa, intenzionato a riportare sotto il dominio ghibellino l'avamposto nella bassa Vallecamonica, scrive a Brescia dichiarandosi disposto a farsi giudice nella disputa. Il papa si oppone nettamente a questa iniziativa inviando due missive all'imperatore. Tuttavia nel 1160 il Barbarossa, come riporta l'Odorici, "[...]conquistò Volpino, lasciando poi che lo pigliassero i Bergamaschi". La conquista di Volpino è narrata anche nelle "Gesta di Federico I in Italia". Nel 1164 l'imperatore concede l'autonomia politica alla Comunità Federale di Vallecamonica..

#### La terza guerra per il Castello di Volpino
Pochi anni dopo la disputa si riapre nuovamente. Brescia continua a rivendicare il legittimo possesso del feudo, al quale Bergamo non intende minimamente rinunciare. I bresciani si alleano con Milano, mentre gli avversari stringono patti con Cremona, Pavia, Parma, Lodi e Tortona. Il 7 luglio presso Cividate al Piano ha luogo la sanguinosa Battaglia di Rudiano, rimasta alla memoria come Battaglia della Malamorte, nella quale Brescia ha la meglio. La contesa viene affidata dunque all'imperatore Enrico VI il quale, dopo aver sentito le parti, stabilisce che Volpino, Qualino e Ceratello devono tornare di proprietà bresciana. L'accordo definitivo viene raggiunto il 3 agosto 1198, quando si decide che i castelli di Ceratello e Qualino spettano a Brescia, mentre quello di Volpino deve essere distrutto, lasciando la porzione superiore del paese a Brescia e quella inferiore a Bergamo. Il castello viene distrutto tra il 1198 e il 1199.

#### La divisione finale del paese
Dopo la fine della guerra l'accordo sembra nuovamente vacillare. I bergamaschi infatti ritengono l'accordo quasi unicamente favorevole alla rivale e nei territori confinanti ci sono ancora piccoli scontri, possibile preludio di un altro conflitto. Brescia, dunque, decide di stabilire un nuovo accordo più solido e il 7 giugno 1219 i consoli delle due città, riuniti nella località Pizzo, al confine con Pisogne, sanciscono la definitiva divisione in Volpino Superiore, bresciana, e Volpino inferiore, di proprietà bergamasca.

#### Il castello dalla distruzione ad oggi

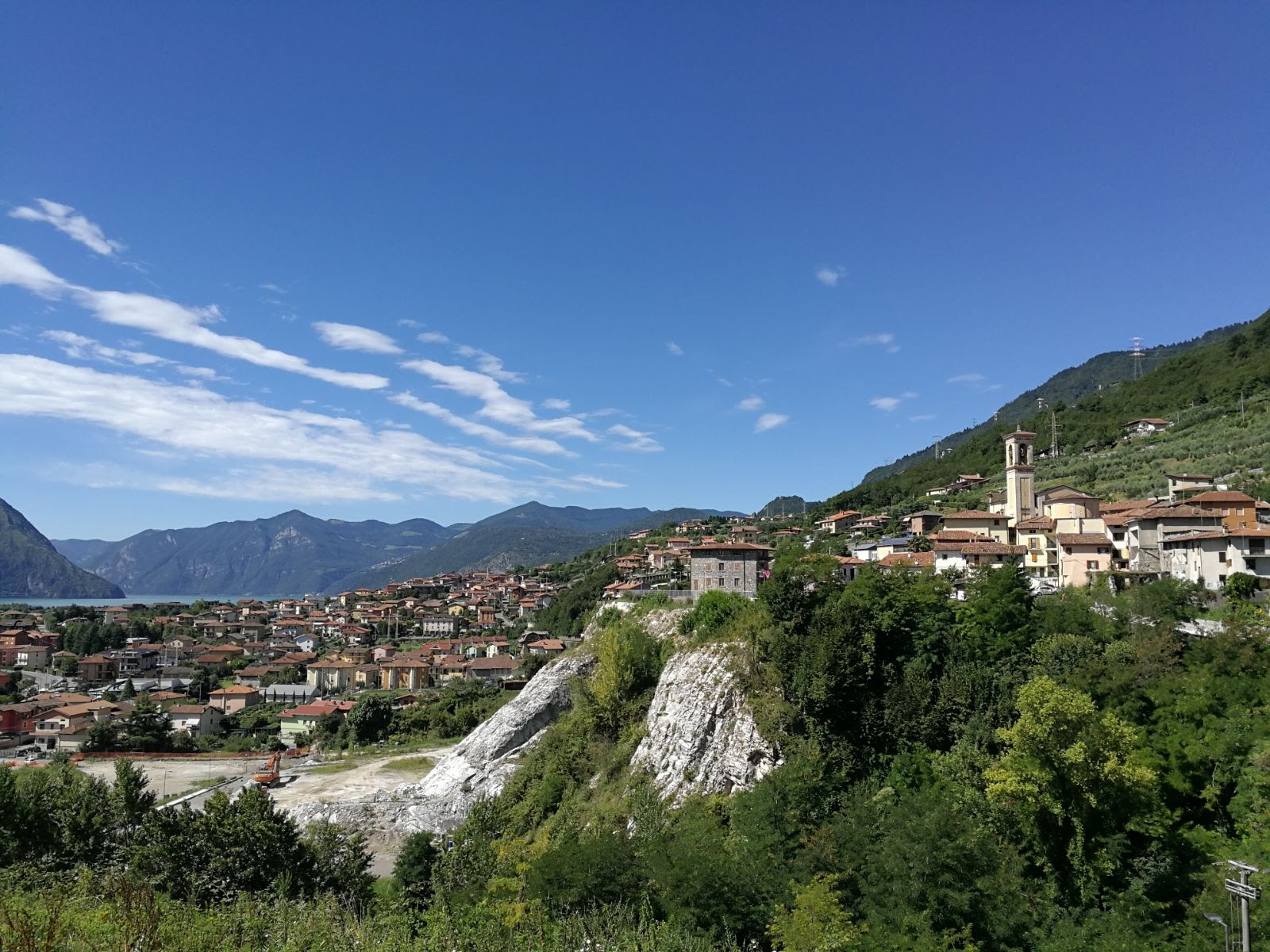
La cava nel luogo in cui sorgeva il castello

A lato del castello, posto sulla collina antistante il borgo del paese, viene costruita nel IX-X secolo la chiesa parrocchiale, dedicata a Santo Stefano. Successivamente, in conseguenza all'aumento demografico, nel 1712 iniziano i lavori della nuova parrocchiale la quale viene inaugurata il 26 dicembre 1756. Attorno alla vecchia parrocchiale viene ampliato il già preesistente cimitero ed essa ne diviene dunque la cappella. Questa viene demolita fra il 1838 e il 1840. Nel 1924 l'area viene interamente ceduta per l'estrazione della volpinite.
Le ultime testimonianze fotografiche della presenza di ruderi sulla collina di Volpino risalgono ad alcune fotografie del 1926, nelle quali si possono apprezzare i resti di un muro di cinta.
Nel Novecento la collina è progressivamente sparita per l'attività della cava ed oggi è totalmente scomparsa. La cava, oggi chiusa, è stata interessata nel 2016 da un progetto di realizzazione di una nuova strada che colleghi la parte bassa del paese con il borgo.. La strada è stata inaugurata nel settembre 2019.

### I Visconti e i Malatesta
Dal 1337 il territorio di Costa Volpino passa sotto il dominio dei Visconti. In questo secolo il paese vede il passaggio di ben tre imperatori: tra il 1308 e il 1313 transita da Volpino, la località allora più importante della attuale Costa Volpino, Enrico VII di Lussemburgo; nel 1327 è la volta di Lodovico il Bavaro, diretto a Milano; infine Carlo IV fa il suo passaggio in questi territori nel 1355.
Dal 1403 Volpino e la Costa passano sotto il dominio dei guelfi Malatesta. Nel 1407 Pandolfo III Malatesta promuove Volpino fra le sue roccaforti più strategiche e unisce la Costa a Lovere. Queste due il 12 aprile 1413 chiedono di tornare sotto il dominio dei ghibellini Visconti, scatenando l'ira del Malatesta, che nel 1415 guida personalmente una spedizione punitiva che saccheggia e occupa la Costa e Lovere; in seguito divide le due comunità e affida la prima ai guelfi della Val Seriana, la seconda a quelli di Castro. Il 4 marzo 1421 Francesco Bussone, conte di Carmagnola, in nome dei Visconti scaccia il Malatesta e riconquista la Lombardia. Il 2 novembre 1422 il Carmagnola giunge a Volpino e gli concede la cittadinanza bresciana. Secondo quanto riportato da alcune fonti lo stesso Filippo Maria Visconti si reca di persona in quel periodo a Lovere e a Volpino.

### La Repubblica Veneta

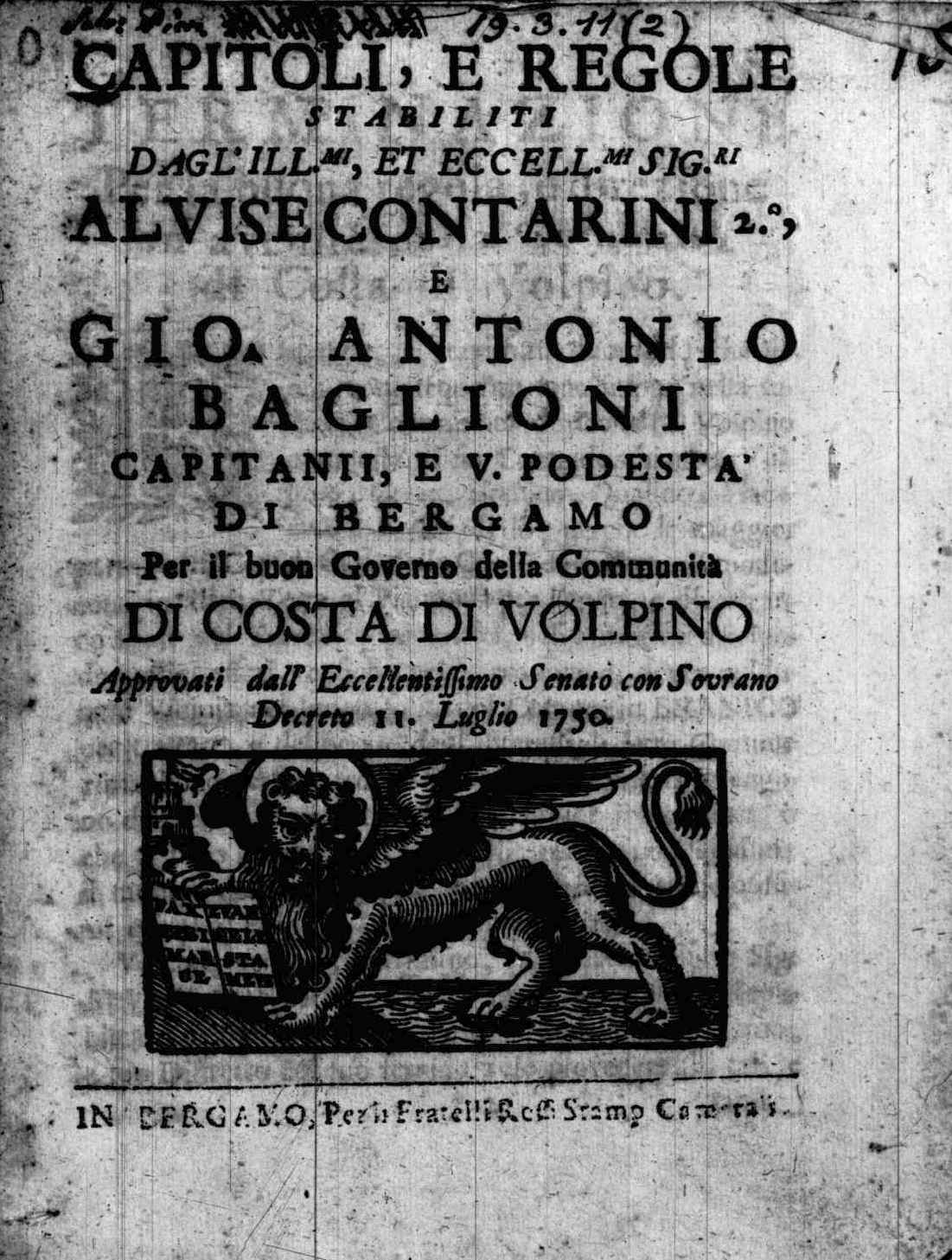
Alvise Contarini II, Capitoli e regole stabiliti per il buon governo della Communità di Costa di Volpino, 1750

Nel 1427 Filippo Maria Visconti viene sconfitto a Maclodio dai veneziani, i quali prendono possesso di Bergamo e Brescia. Il 6 dicembre dello stesso anno Volpino e Costa si sottomettono ufficialmente al provveditore di Venezia. Il 26 giugno 1428 i veneziani, per ingraziarsi le popolazioni locali, estendono alle località tutti i privilegi che pochi anni prima erano stati concessi alle stesse dal Visconti. Nel 1432 i milanesi tentano invano di riconquistare Lovere e Volpino. La riconquista, seppure temporanea, avviene il 18 settembre 1438; già dal 19 luglio 1441, tuttavia, Volpino, Costa e Corti risultano essere destinatari di privilegi concessi dal Provveditore veneziano Dandolo. Il 17 novembre 1453 Pisogne, Costa e Volpino giurano fedeltà a Milano, dopo la conquista di Iseo da parte di Francesco Sforza. Nel 1454, dopo aver terminato la conquista della Vallecamonica, Bartolomeo Colleoni, a capo dell'esercito veneziano, transita da Volpino e Lovere. Infine, con la Pace di Lodi, del 9 aprile 1454, Costa e Volpino tornano definitivamente sotto la Serenissima.
Dal 1488 annualmente si forma il Consiglio di Vicinia con sei ragionatori, un console ed un cancelliere. Essi vengono scelti con un procedimento elettivo incrociato di rappresentanti delle varie contrade: due per gli abitati di Branico, Flaccanico, Qualino e Ceratello, uno per Corti e tre per Volpino. Questi eleggono a loro volta venti rappresentanti delle sei contrade. Viene quindi a formarsi per la prima volta una entità comunale unita, genesi dell'odierno comune di Costa Volpino, unione di tutte le comunità presenti nel territorio. Nella Biblioteca del Senato a Roma è conservata una copia dello Statuto del comune della Costa, da Corte e da Bolpino del 26 marzo 1488.
La dominazione veneta viene interrotta per una breve parentesi tra il 1509 e il 1516, quando la Vallecamonica viene conquistata dai francesi di Luigi XII. I francesi tornano in questi territori nel 1706 per accamparsi nei pressi di Lovere durante le guerre di successione al trono di Spagna. Il Campagnoni racconta una curiosa leggenda relativa alla presenza delle truppe francesi: pare infatti che la località di Stramazzàno, nei pressi di Ceratello, debba il suo nome ad una battaglia lì combattuta nella quale mille soldati transalpini stramazzarono al suolo.
Nel 1751 il Consiglio di Vicinia è sostituito da un Consiglio di Credenza, formato da 18 membri: 6 sindaci e dodici consiglieri, provenienti due da Branico, Qualino, Flaccanico, Ceratello, uno da Volpino e tre da Corti.

### La Francia giacobina
Con il Trattato di Campoformio del 1797 la Repubblica di Venezia cessa di esistere e i suoi territori vengono divisi fra l'Impero austro-ungarico e la Francia. La Lombardia viene dunque sottomessa al potere parigino, il quale è nel pieno del periodo repubblicano rivoluzionario. Le idee giacobine, in un primo momento accolte positivamente dalla popolazione locale, cominciano tuttavia ad apparire ben distanti dalla realtà della zona: l'esasperato anticlericalismo, la soppressione degli ordini religiosi, la confisca di beni e l'imposizione di pesanti tributi cominciano infatti a fomentare un sentimento di avversione verso i dominatori d'oltralpe.
Già dal 1797 a Clusone, a Lovere e a Costa abbiamo testimonianza di bande armate antifrancesi. Nel 1800 il generale Étienne Jacques Joseph Alexandre Macdonald, a capo dell'esercito francese, si accampa nella frazione Piano, dove avvengono scontri con bande armate locali, delle quali alcuni esponenti saranno giustiziati a Lovere. Nel 1809 a Ponte di Legno scoppia una importante rivolta guidata da un tale Gritti di Costa. Un anno dopo un gruppo di ribelli nascosto in una cascina a Piano viene circondato e l'edificio viene dato alle fiamme. Sempre a Piano nel 1814 le truppe austriache sconfiggono quelle francesi per prendere infine possesso di queste zone.

### Comune di Costa Volpino
Già nel cinquecento la località era ricordata la denominazione Comune della Costa, di Corte, di Volpino.
Con l'arrivo della rivoluzione francese, tra il 1798 ed il 1804 il comune prende il nome di Terre della Costa di Lovere
Nel giugno 1805 viene costituito il comune di Costa di Volpino Superiore con Volpino Bresciano e Costa di Volpino inferiore, abbreviato quattro anni dopo in Costa. Il comune viene diviso per qualche mese in Costa Superiore di Volpino e Costa Inferiore di Volpino da febbraio al 14 luglio 1816, quando viene riunito in un unico comune denominato Volpino.
Il 23 ottobre 1859 con il regio decreto 3702 (Decreto Rattazzi) la Vallecamonica passa dalla Provincia di Bergamo alla Provincia di Brescia, ad eccezione di Rogno, Lovere e Costa Volpino.
Il 21 agosto 1884 il re Umberto I con decreto reale sancisce che "[...] veduta la deliberazione presa dal Consiglio comunale di Volpino in data 14 maggio 1884 con la quale chiede di essere autorizzato a premettere la parola "Costa" all'attuale denominazione del Comune; [...] abbiamo decretato e decretiamo articolo unico: Il comune di Volpino in provincia di Bergamo cambierà l'attuale sua denominazione con quella di Costa Volpino cominciando dal 1 ottobre 1884".

### Seconda Guerra Mondiale

#### L'incendio di Corti

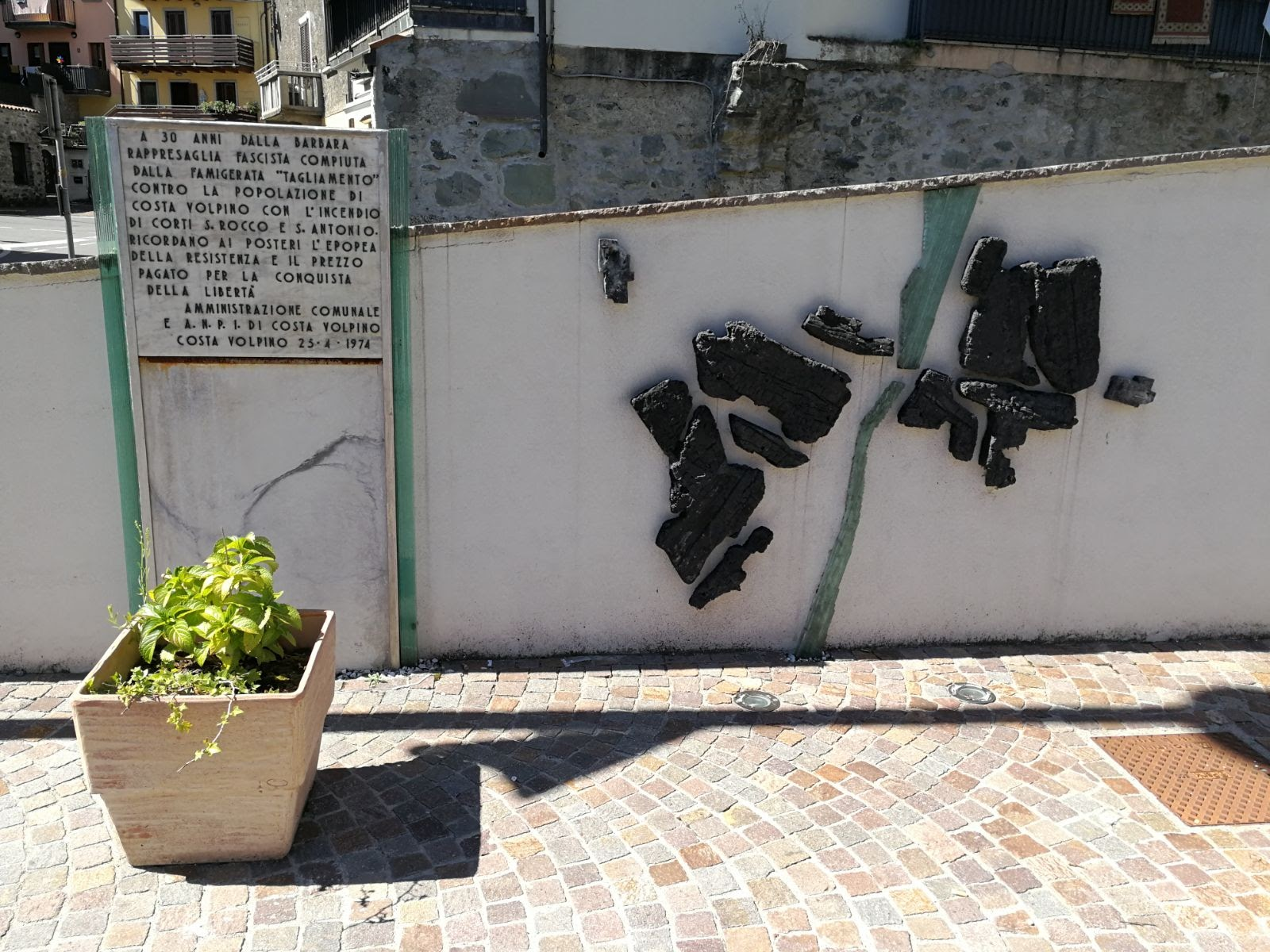
Lapide e monumento in memoria dell'incendio

L'8 novembre 1944 la frazione di Corti è interessata da un vasto incendio che distrugge gran parte degli edifici del paese. L'azione punitiva avviene ad opera dei militi della 1ª Legione d'Assalto "M" "Tagliamento" per vendicare il ferimento di due commilitoni avvenuto qualche giorno prima ad opera di Bortolo Gusmeri, detto Caserio, militante della 53ª Brigata Garibaldi "13 Martiri di Lovere" residente nell'abitato di San Rocco, al confine con Volpino. A Corti nel pomeriggio dell'8 giungono più camion con a bordo i militi della 63ª Legione CC.NN. d'Assalto "Tagliamento", Compagnia della Camilluccia, i quali danno fuoco all'intero abitato cominciando proprio dalla casa del Gusmeri.
Le fiamme vengono sedate solo in serata dagli stessi nazifascisti su pressione di don Luigi Martinelli, cappellano militare a Roma originario del paese. L'episodio, ricordato da una lapide posta nel luogo in cui l'incendio fu appiccato e da un libro, è noto come l'"Incendio di Corti".
Il Campagnoni ricorda un episodio curioso legato a questo avvenimento. Il giovane sacerdote don Agostino Figaroli, il quale sostituiva in quel periodo lo zio don Andrea Bettoli, cercò di salvare dalle fiamme una statua della Madonna che conservava nella propria abitazione. Durante la fuga incontrò due soldati che cercarono di fermarlo; ad essi chiese "Risparmiate la Madonna e la Madonna risparmierà voi". I due militi acconsentirono alla richiesta del sacerdote. Due mesi dopo la vicina caserma di Castro fu colpita da un attentato da parte delle formazioni partigiane. Le cronache dell'epoca riportano che gli unici due sopravvissuti furono proprio i due soldati.

### Simboli
Lo stemma del comune è stato concesso con decreto del presidente della Repubblica del 14 luglio 1960.
Presenta una banda rossa con la scritta VOLPINUS; al di sopra di essa è presente il drago, stemma della Costa (ovvero l'unione delle frazioni di Corti, Branico, Qualino, Flaccanico e Ceratello), al di sotto la volpe, simbolo della frazione Volpino, dalla quale anticamente dipendeva anche Piano. Lo stemma, dunque, sancisce graficamente la fusione di tutte le sette comunità presenti nel territorio comunale.
Il gonfalone è un drappo trinciato di bianco e di azzurro.

## Società

### Evoluzione demografica
Abitanti censiti

### Etnie e minoranze straniere
Secondo i dati ISTAT al 31 dicembre 2010 la popolazione straniera residente era di 1.200 persone. Le nazionalità maggiormente rappresentate in base alla loro percentuale sul totale della popolazione residente erano:
1. Marocco, 297
2. Romania, 241
3. Bosnia ed Erzegovina, 217
4. Albania, 108

### Religione
Costa Volpino ha 5 parrocchie:
Sebbene in provincia di Bergamo, le parrocchie di Costa Volpino fanno riferimento alla diocesi di Brescia.

## Geografia antropica

### Frazioni
Il comune di Costa Volpino è l'insieme di sette frazioni:
- Corti (sede comunale)
- Branico
- Ceratello
- Flaccanico
- Piano
- Qualino
- Volpino

### Località
Nella frazione Piano è presente il centro abitato della località Pizzo.

## Infrastrutture e trasporti
Fra il 1901 e il 1917 Costa Volpino ha disposto di più fermate posta lungo la tranvia Lovere-Cividate Camuno.
Nel territorio comunale transita la Strada statale 42 del Tonale e della Mendola. Fino agli anni Novanta essa percorreva tutta via Nazionale dalla località Bersaglio, al confine con Lovere, sino alla località Rondinera, al confine con Rogno. Il 21 marzo 1997 viene inaugurata una galleria passante sotto le frazioni di Branico, Corti e Volpino che devia il traffico fino ad allora passante per il centro cittadino.
Costa Volpino dispone presso la località Bersaglio di un porto sul Lago d'Iseo. Nel febbraio 2003 ha preso servizio nella Flotta di navigazione del lago d'Iseo la motonave Costa Volpino.

## Amministrazione
| Periodo          | Periodo          | Primo cittadino                  | Partito                           | Carica                  | Note   |
| ---------------- | ---------------- | -------------------------------- | --------------------------------- | ----------------------- | ------ |
| 1860             | 1864             | Enrico Banzolini                 |                                   | Sindaco                 | [ 46 ] |
| 1864             | ?                | ?                                |                                   | Sindaco                 | [ 46 ] |
| ?                | 7 novembre 1889  | Giacomo Macario                  |                                   | Sindaco                 | [ 46 ] |
| 7 novembre 1889  | 1898             | Bortolo Cretti                   |                                   | Sindaco                 | [ 46 ] |
| 1898             | 1900             | Donato Morelli                   |                                   | Sindaco                 | [ 46 ] |
| 1901             | aprile 1902      | Elia Giudici                     |                                   | Sindaco                 | [ 46 ] |
| settembre 1902   | luglio 1914      | Francesco Martinelli fu Pietro   |                                   | Sindaco                 | [ 46 ] |
| luglio 1914      | agosto 1915      | Pietro Cretti                    |                                   | Sindaco                 | [ 46 ] |
| settembre 1915   | agosto 1920      | Francesco Pezzutti               |                                   | Sindaco                 | [ 46 ] |
| settembre 1920   | agosto 1923      | Bernardo Giudici                 |                                   | Sindaco                 | [ 46 ] |
| agosto 1923      | 1926             | ?                                |                                   | Sindaco                 | [ 46 ] |
| 1926             | 1936             | Giovanni Plachesi                |                                   | Podestà                 | [ 46 ] |
| ?                | 1940             | Fiorento Gambirasio              |                                   | Podestà                 | [ 46 ] |
| 1941             | ?                | Bortolo Facchinetti              |                                   | Podestà                 | [ 46 ] |
| maggio 1945      | gennaio 1946     | Vincenzo Sorlini                 |                                   | Sindaco                 | [ 46 ] |
| gennaio 1946     | marzo 1946       | Giov. Maria Bertoni              |                                   | Sindaco                 | [ 46 ] |
| marzo 1946       | novembre 1948    | Battista Francesconi             |                                   | Sindaco                 | [ 46 ] |
| novembre 1948    | dicembre 1964    | Cherubino Ferrari                |                                   | Sindaco                 | [ 46 ] |
| dicembre 1964    | giugno 1970      | Mario Giovanni Guerriero Ruffini | Democrazia Cristiana              | Sindaco                 | [ 46 ] |
| giugno 1970      | agosto 1975      | Michele Bettoli                  |                                   | Sindaco                 | [ 46 ] |
| Agosto 1975      | maggio 1977      | Pietro Martinelli                |                                   | Sindaco                 | [ 46 ] |
| Maggio 1977      | agosto 1978      | commissario                      |                                   | Commissario Prefettizio | [ 46 ] |
| agosto 1978      | ottobre 1979     | Giacomo Sorlini                  |                                   | Sindaco                 | [ 46 ] |
| ottobre 1979     | settembre 1980   | Pietro Martinelli                |                                   | Sindaco                 | [ 46 ] |
| settembre 1980   | marzo 1981       | Evaristo Baiguini                |                                   | Sindaco                 | [ 46 ] |
| marzo 1981       | settembre 1983   | Giuseppe Martinelli              |                                   | Sindaco                 | [ 46 ] |
| settembre 1983   | 29 maggio 1988   | Giacomo Belotti                  | Democrazia Cristiana              | Sindaco                 | [ 46 ] |
| 29 maggio 1988   | 6 giugno 1993    | Giacomo Belotti                  | Democrazia Cristiana              | Sindaco                 | [ 47 ] |
| 6 giugno 1993    | 27 aprile 1997   | Diomira Cretti                   | Sinistra-Lista civica             | Sindaco                 | [ 48 ] |
| 27 aprile 1997   | 13 maggio 2001   | Diomira Cretti                   | Centrosinistra-Liste civiche      | Sindaco                 | [ 48 ] |
| 13 maggio 2001   | 28 maggio 2006   | Laura Cavalieri Manasse          | Casa delle Libertà                | Sindaco                 | [ 48 ] |
| 28 maggio 2006   | 18 novembre 2010 | Laura Cavalieri Manasse          | Casa delle Libertà                | Sindaco                 | [ 49 ] |
| 18 novembre 2010 | 16 maggio 2011   | Lucio Marotta                    |                                   | Commissario Prefettizio | [ 46 ] |
| 16 maggio 2011   | 6 giugno 2016    | Mauro Bonomelli                  | Lista civica Costa Volpino Cambia | Sindaco                 | [ 50 ] |
| 6 giugno 2016    | 4 ottobre 2021   | Mauro Bonomelli                  | Lista civica Costa Volpino Cambia | Sindaco                 | [ 51 ] |
| 4 ottobre 2021   | in carica        | Federico Baiguini                | Lista civica Costa Volpino Cambia | Sindaco                 | [ 51 ] |

## Sport
A Costa Volpino ha sede il Moto Club Costa Volpino, storica associazione sportiva fondata il 1º maggio 1959 da don Giacomo Mognetti. Sotto i colori del Moto Club Costa Volpino nel 1961 esordisce nella sua prima competizione agonistica il campione mondiale Giacomo Agostini.